# Hypoponera madecassa
Hypoponera madecassa är en myrart som först beskrevs av Santschi 1938.  Hypoponera madecassa ingår i släktet Hypoponera och familjen myror. Inga underarter finns listade i Catalogue of Life.

## Bildgalleri

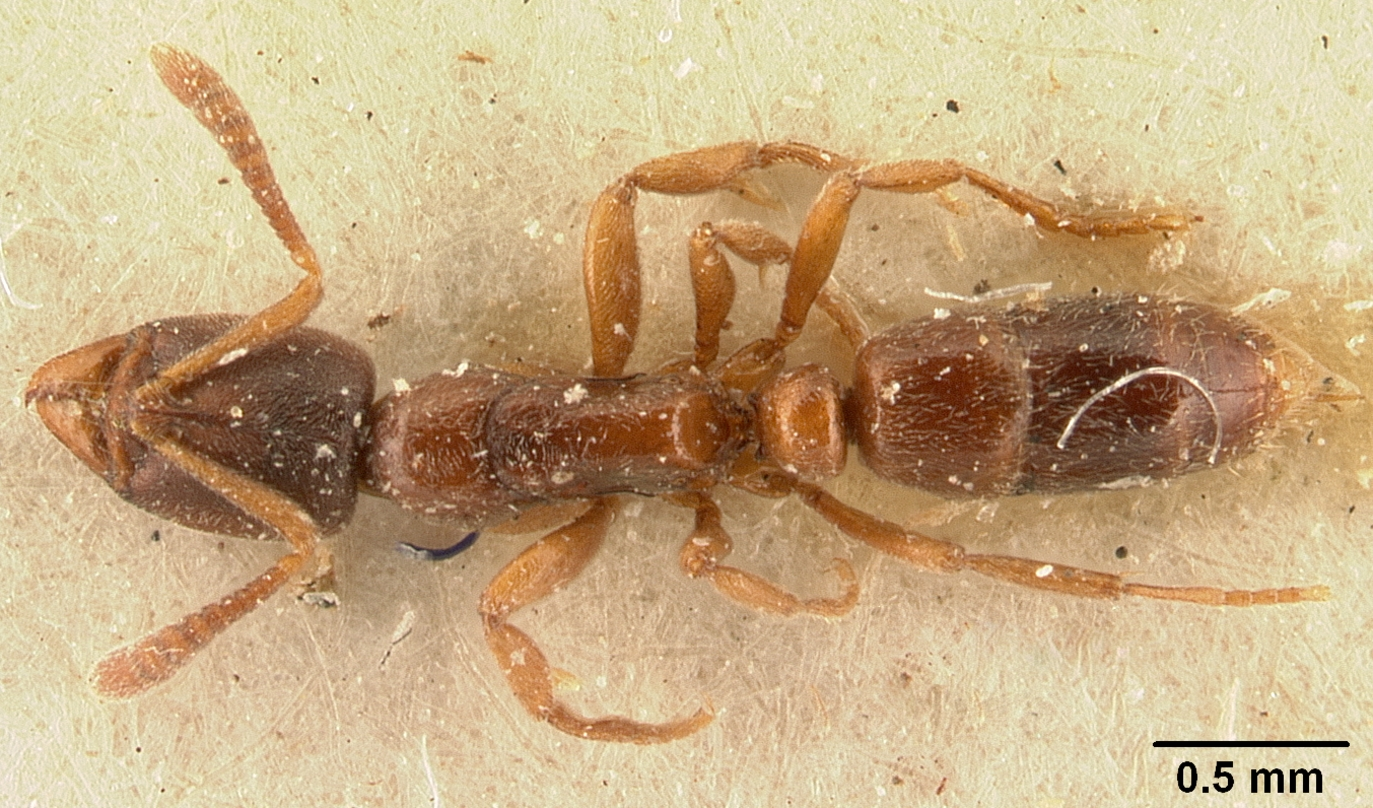
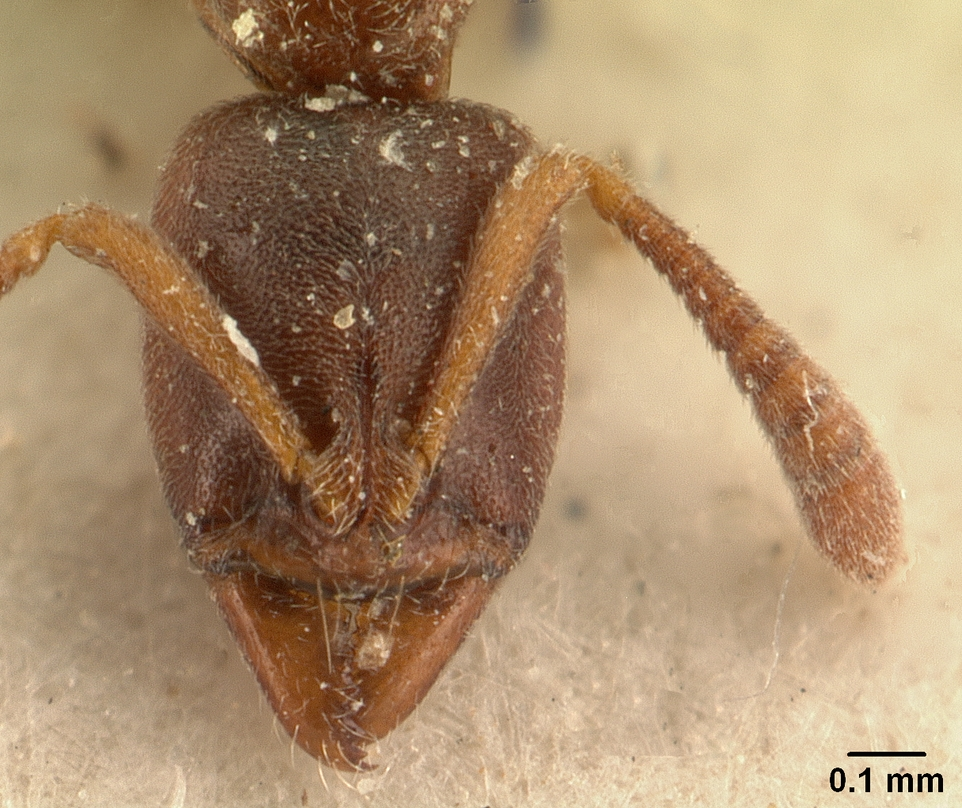
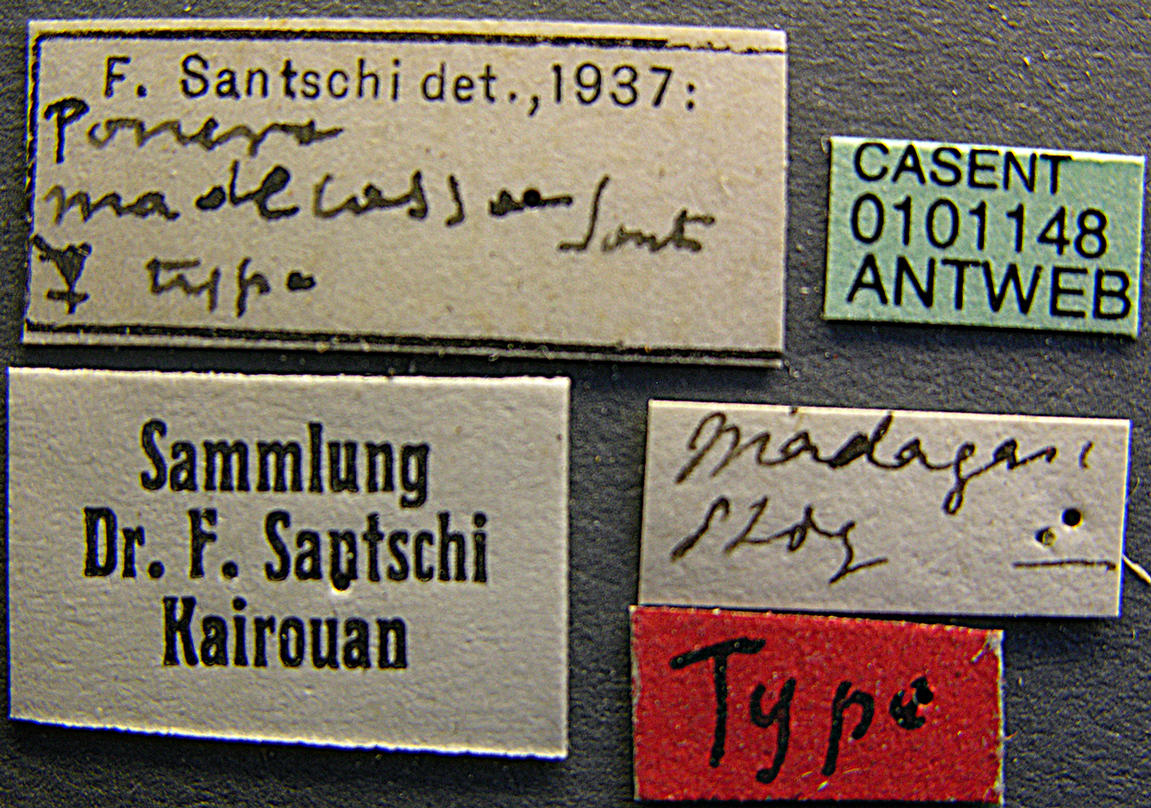
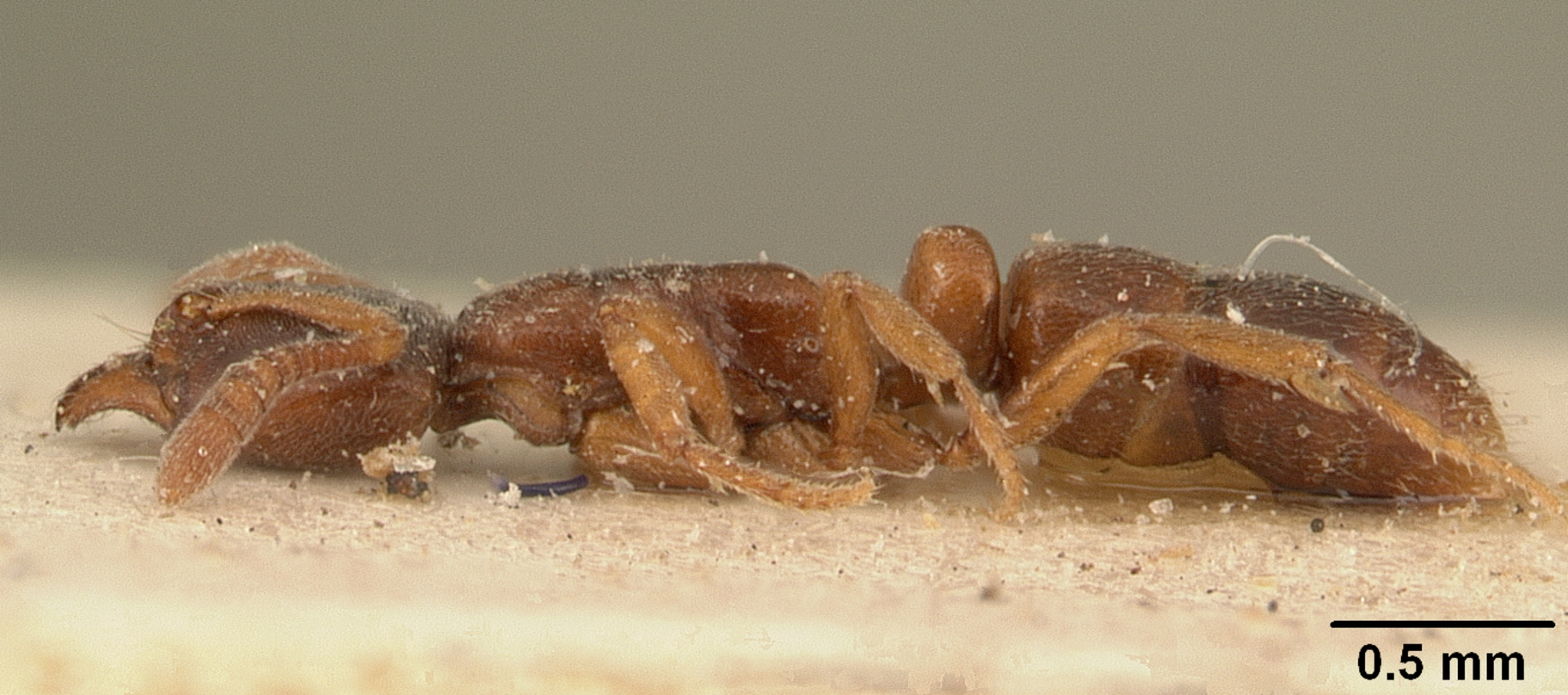